# T'an-luan
T'an-luan (kinesiska: 曇鸞) (476-542) var en kinesisk buddhistisk munk. Honen ansåg att han var grundaren av rena land-buddhismen i Kina. Han anses även vara den tredje patriarken av jodo shinshu.
T'an-luan var ursprungligen en buddhistisk forskare, men efter att han blev sjuk studerade han taoism för att söka Livselixiret. Efter ett möte med Bodhiricui, en buddhistisk munk från Indien, blev dock T'an-luan en följare av rena land-buddhism, och enligt Shinrans skrift shoshinge, brände han sina taoistiska texter.
T'an-luan skrev senare sina kommentarer till Sukhāvatīvyūhaḥ-sūtra. Kommentarerna sa att alla varelser kunde bli återfödda i Amitabhas Sukhavati genom att ärligt recitera Amitabhas namn (Nianfo/Nembutsu). T'an-luan sägs också ha myntat frasen "南無阿彌陀佛" (Namo Amituofo/Namu Amida Butsu) som används genom rena land-buddhismen idag.
T'an-luan hade också stor inverkan på den fjärde patriarken, Tao-ch'o, som besökte hans tempel.